# Kelheim járás
Kelheim járás egy járás Bajorországban. Kelheim járás Landshut, Regensburg, Neumarkt in der Oberpfalz, Eichstätt, Pfaffenhofen an der Ilm, Freising, Mallersdorf, Rottenburg, Mainburg, Riedenburg és Parsberg járásokkal határos. Lakosainak száma 90 040 fő (1987. május 25.).
Adminisztratív együttműködések (Verwaltungsgemeinschaften)
1. Ihrlerstein (Essing és Ihrlerstein)
2. Langquaid (Langquaid, Hausen és Herrngiersdorf)
3. Mainburg (Aiglsbach, Attenhofen, Elsendorf és Volkenschwand)
4. Saal a.d.Donau (Saal a.d.Donau és Teugn)
5. Siegenburg (Siegenburg, Biburg, Kirchdorf, Train és Wildenberg)

## Népesség
A járás népessége az elmúlt években az alábbi módon változott:
| Lakosok száma | 30 891 | 33 148 | 34 098 | 50 938 | 85 227 | 90 040 | 113 996 | 116 495 | 118 965 | 121 119 |
|               | 1871   | 1900   | 1925   | 1961   | 1973   | 1987   | 2012    | 2014    | 2015    | 2017    |